# Batalha de Sedan
A Batalha de Sedan foi um conflito travado entre 1 e 2 de setembro de 1870, próximo à cidade francesa de Sedan, durante a Guerra franco-prussiana.
Um exército chefiado por Napoleão III e pelo marechal Patrice Mac-Mahon tentou libertar o general François Achille Bazaine, em Metz, mas acabou cercado por Helmuth von Moltke em 31 de agosto, na batalha de Sedan, que decidiu o conflito.
Em 1 de setembro, os franceses tentaram inutilmente romper o cerco e, em 2 de setembro, Napoleão, Mac-Mahon e 83 000 soldados renderam-se aos alemães. Resultou na captura do imperador Napoleão III, juntamente com o seu exército, e praticamente decidiu o conflito em favor do Reino da Prússia e seus aliados. Napoleão III, desacreditado aos olhos dos franceses, teve que abdicar.
A resistência francesa prosseguiu sob um novo governo de defesa nacional, que assumiu o poder em Paris em 4 de setembro, depois de dissolver a Assembleia Legislativa, proclamar a deposição do imperador e estabelecer a república. 
Otto von Bismarck, chanceler da Prússia, recusou-se a assinar a paz e, em 19 de setembro, começou o cerco a Paris. No dia 19, os alemães começaram a sitiar Paris. O novo governo dispôs-se a negociar com Bismarck, mas suspendeu as conversações quando soube que os alemães exigiam a Alsácia e a Lorena. O principal líder do novo governo, Léon Gambetta, fugiu de Paris num balão, estabelecendo um governo provisório na cidade de Tours para reorganizar o exército no interior. A partir daí seriam organizadas 36 divisões militares, todas destinadas ao fracasso.
A vitória em Sedan estimulou o nacionalismo no sul da Alemanha e os estados germânicos ao sul do rio Meno (Hesse, Baden, Baviera e Württemberg) entraram na confederação.
Nesta batalha, o exército prussiano demonstrou, de forma cabal, a sua superioridade em liderança, tática, logística e em treinamento. Também esta batalha marcou o fim do Segundo Império Francês e o início da Terceira República Francesa.

## Galeria de imagens

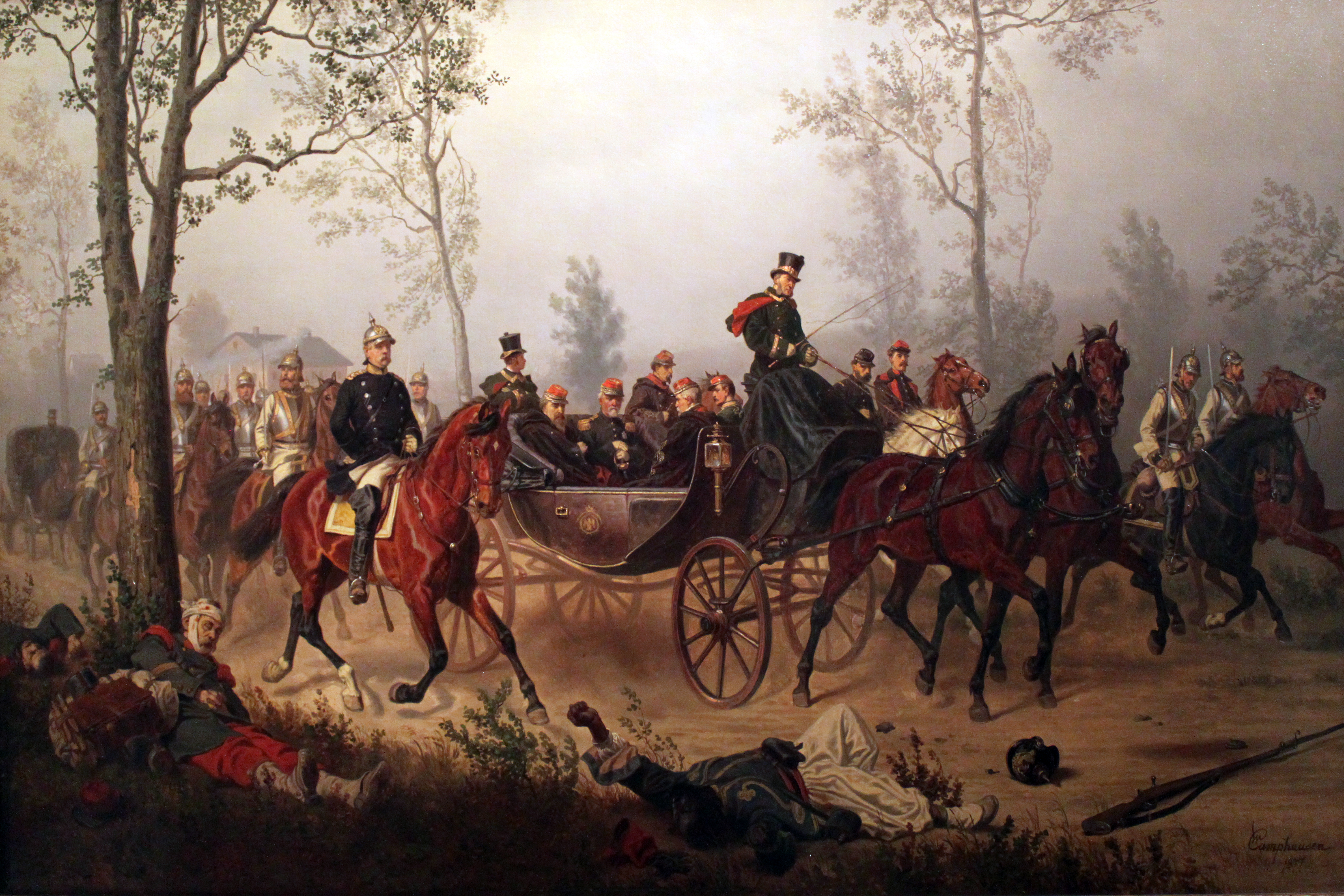
Napoleão III e Bismarck na manhã seguinte à Batalha de Sedan - Quadro de Wilhelm Camphausen (1818-1885)
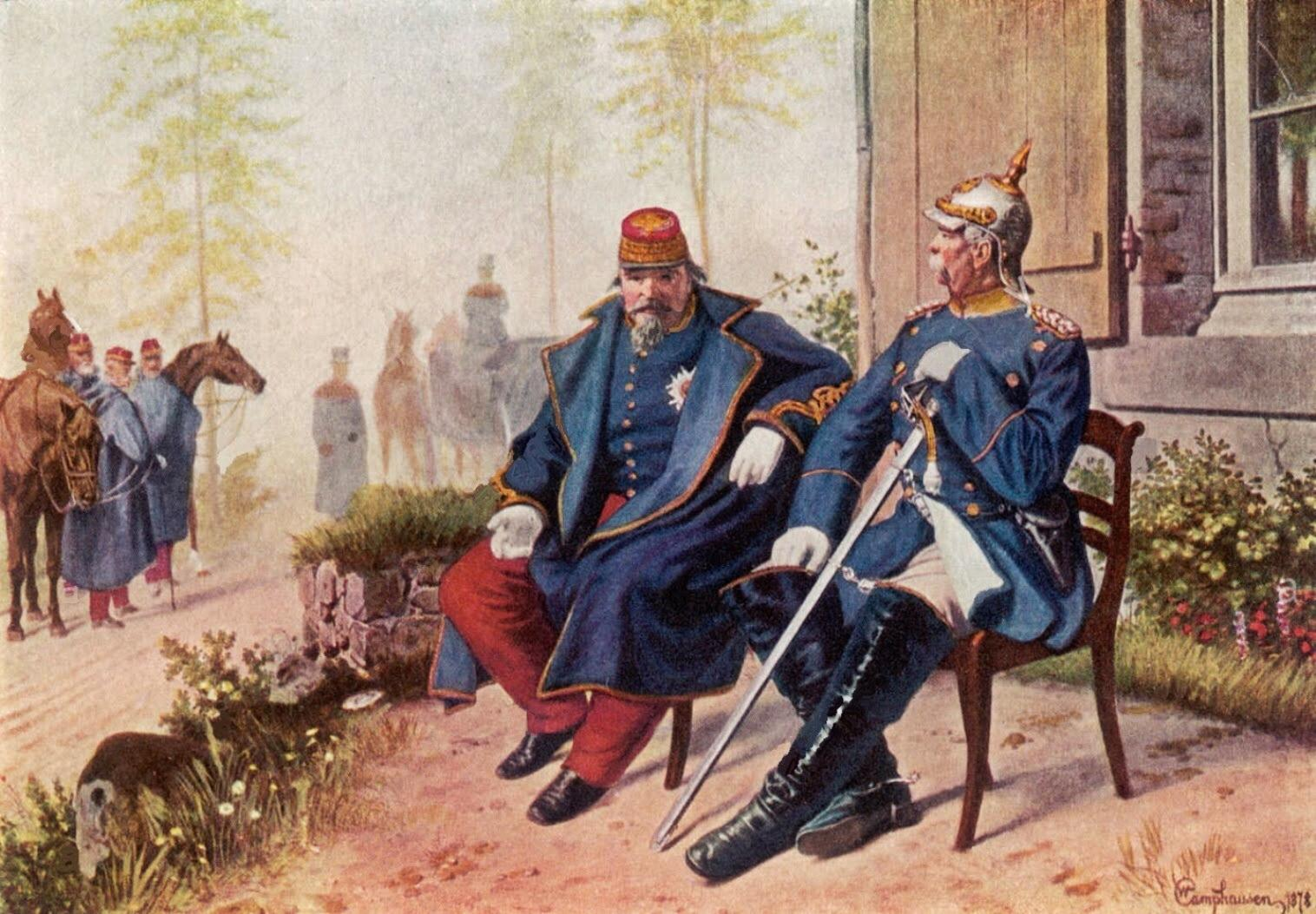
Napoleão III e Bismarck na manhã seguinte à Batalha de Sedan
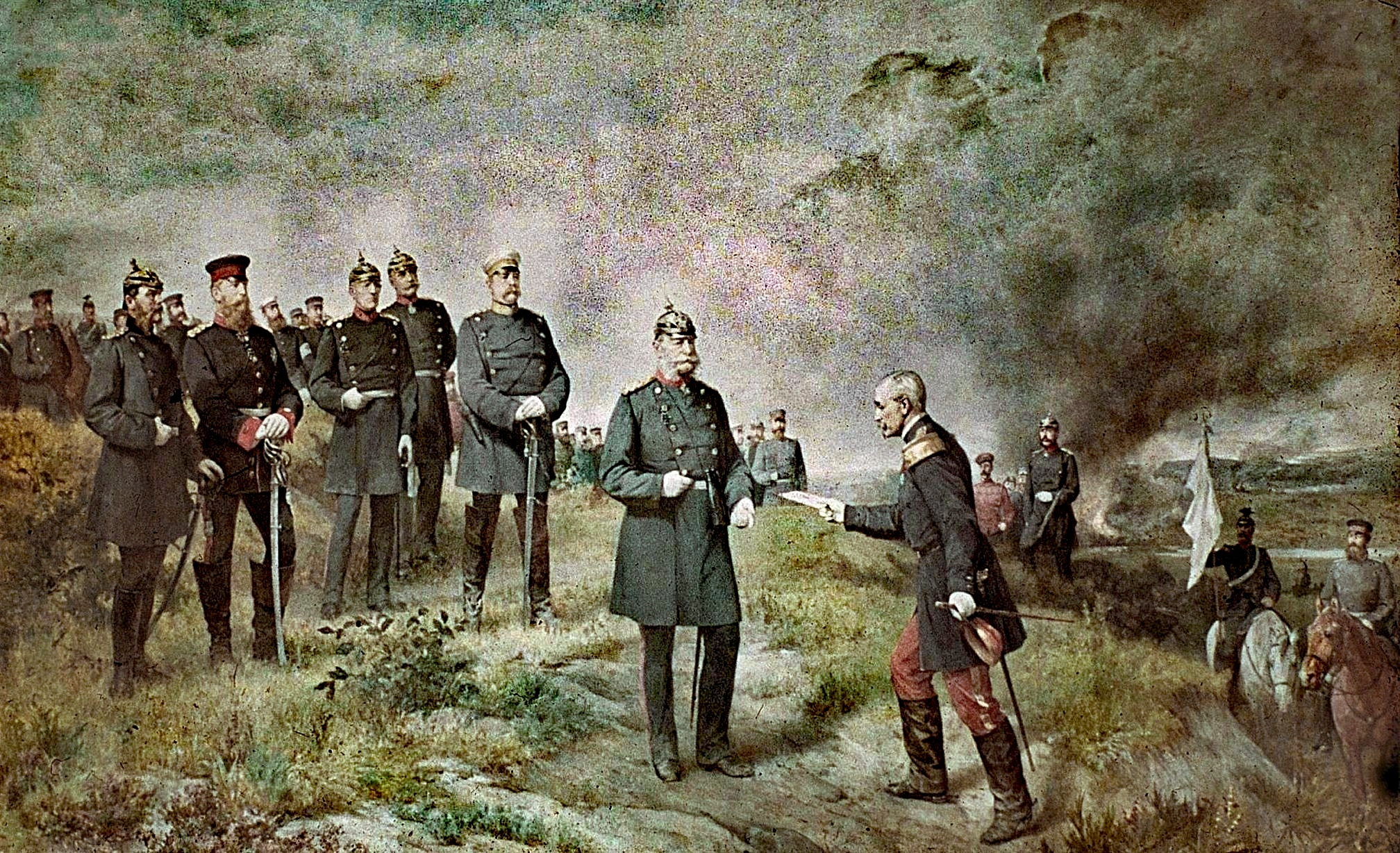
O general francês André Charles Victor Reille entrega ao rei Guilherme I da Prússia a carta de rendição de Napoleão III